# Mariä Heimsuchung (Rudné)

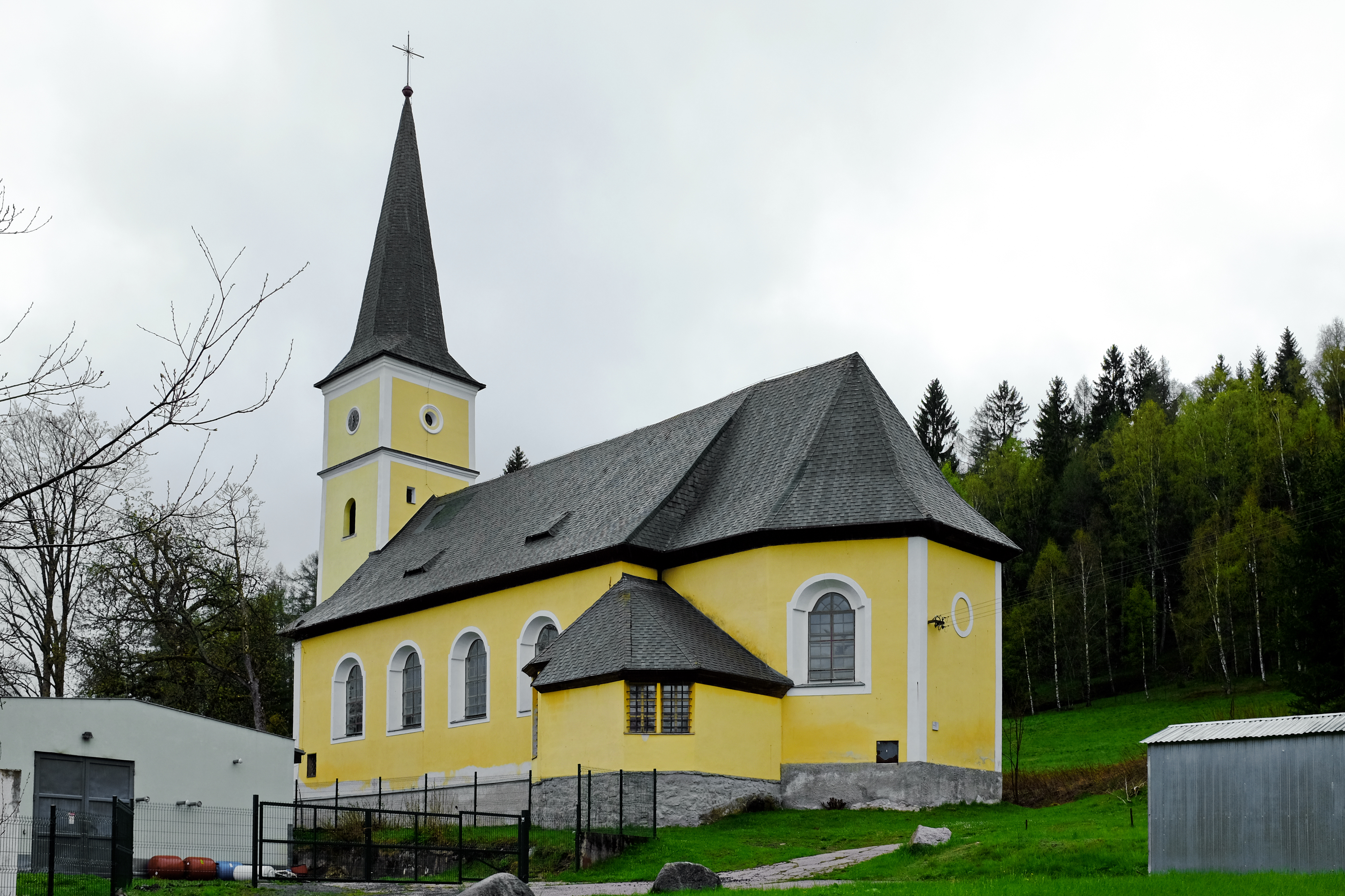
Mariä Heimsuchung in Rudné

Die katholische Pfarrkirche Mariä Heimsuchung (tschechisch kostel Navštívení Panny Marie) in Rudné (deutsch Trinksaifen), einem Ortsteil der Gemeinde Vysoká Pec u Nejdku (Hochofen) in Tschechien, wurde von 1786 bis 1788 erbaut und ist ein geschütztes Baudenkmal.

## Geschichte
Das Dorf Trinksaifen gehörte bis 1784 zum Pfarrsprengel St. Martin in Neudek und wurde dann zur eigenen Pfarrei erhoben. Eingepfarrt war der Nachbarort Hochofen. Wegen der ungünstigen Lage des Ortes und des vor allem im Winter beschwerlichen Weges nach Neudek bewilligte man den Einwohnern eine eigene Kirche. Der Bau erfolgte auf Kosten des k. k. Religionsfonds, der auch über das Patronatsrecht verfügte. Der Grundstein wurde 1786 gelegt und 1788 geweiht. Die barocke Zwiebelkuppel auf dem Turm wurde später durch einen Spitzhelm ersetzt. Zeitweise waren im 19. Jahrhundert für die Pfarrei zwei Priester tätig. 1930 zählte die Pfarrgemeinde 1820 Katholiken. Nach der Vertreibung der deutschen Bevölkerung nach 1945 war die Kirche unbenutzt und folglich in einem renovierungsbedürftigen Zustand. Von 1985 bis 1996 wurde sie durch Spenden ehemaliger deutscher Einwohner umfassend saniert und umgebaut. Am 8. September 1996 war ein feierlicher Gottesdienst mit Bischof František Radkovský aus Pilsen. Unter der Südfassade der Kirche befindet sich das ehemalige barocke Pfarrhaus, das derzeit von der Sozialfürsorgeeinrichtung in Rudné genutzt wird.

## Beschreibung

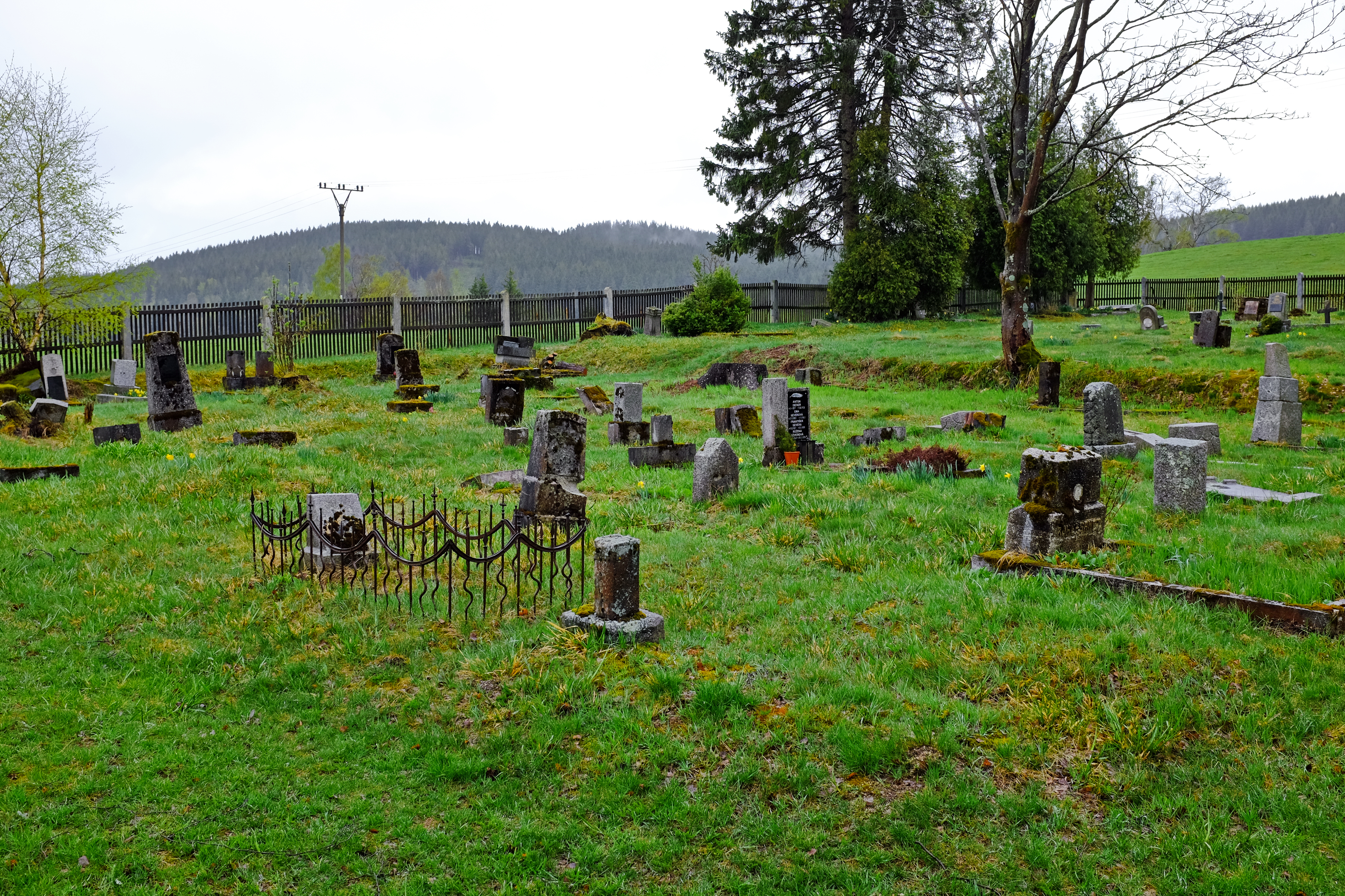
Ehemaliger deutscher Friedhof

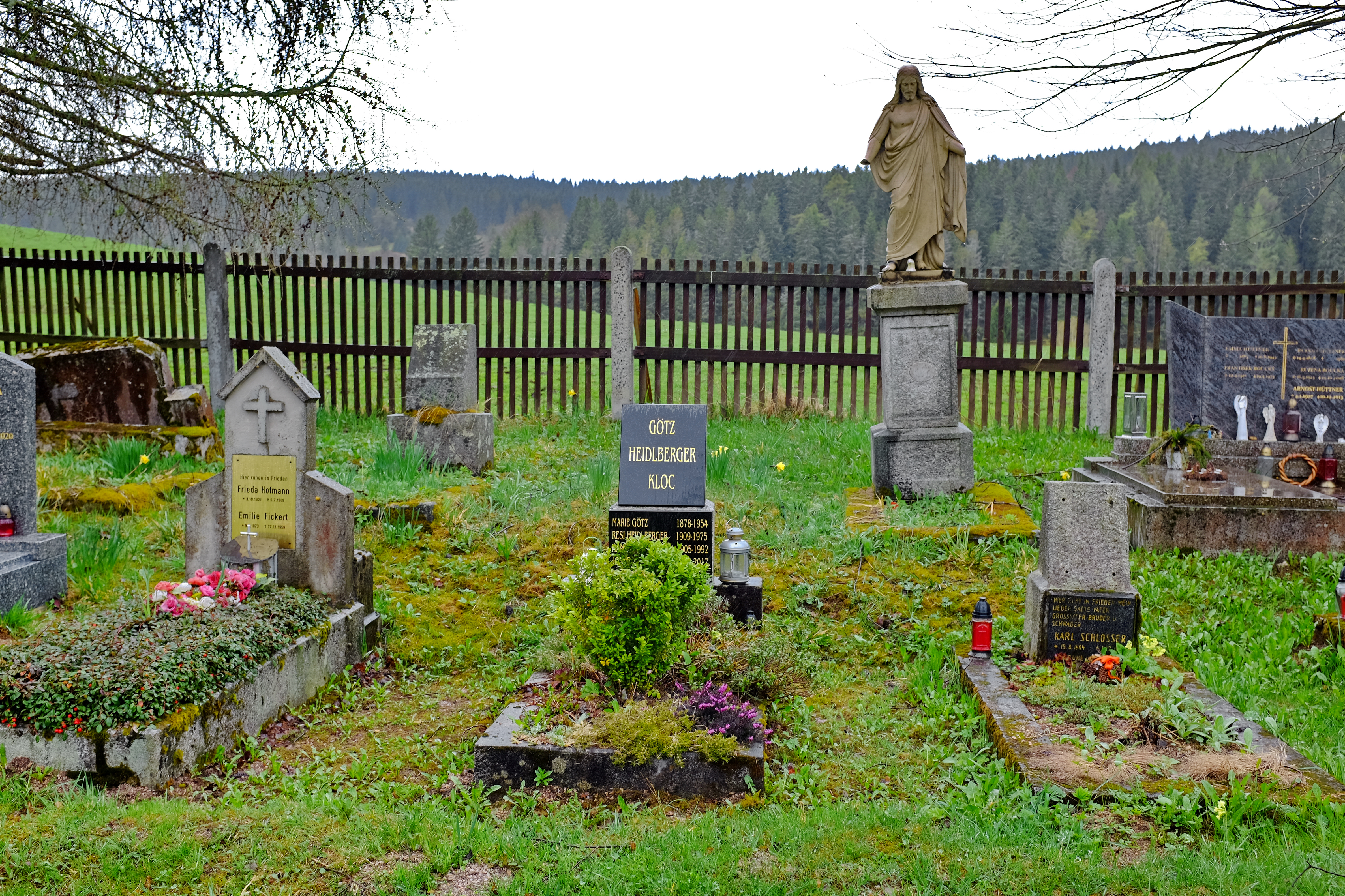
Grabsteine

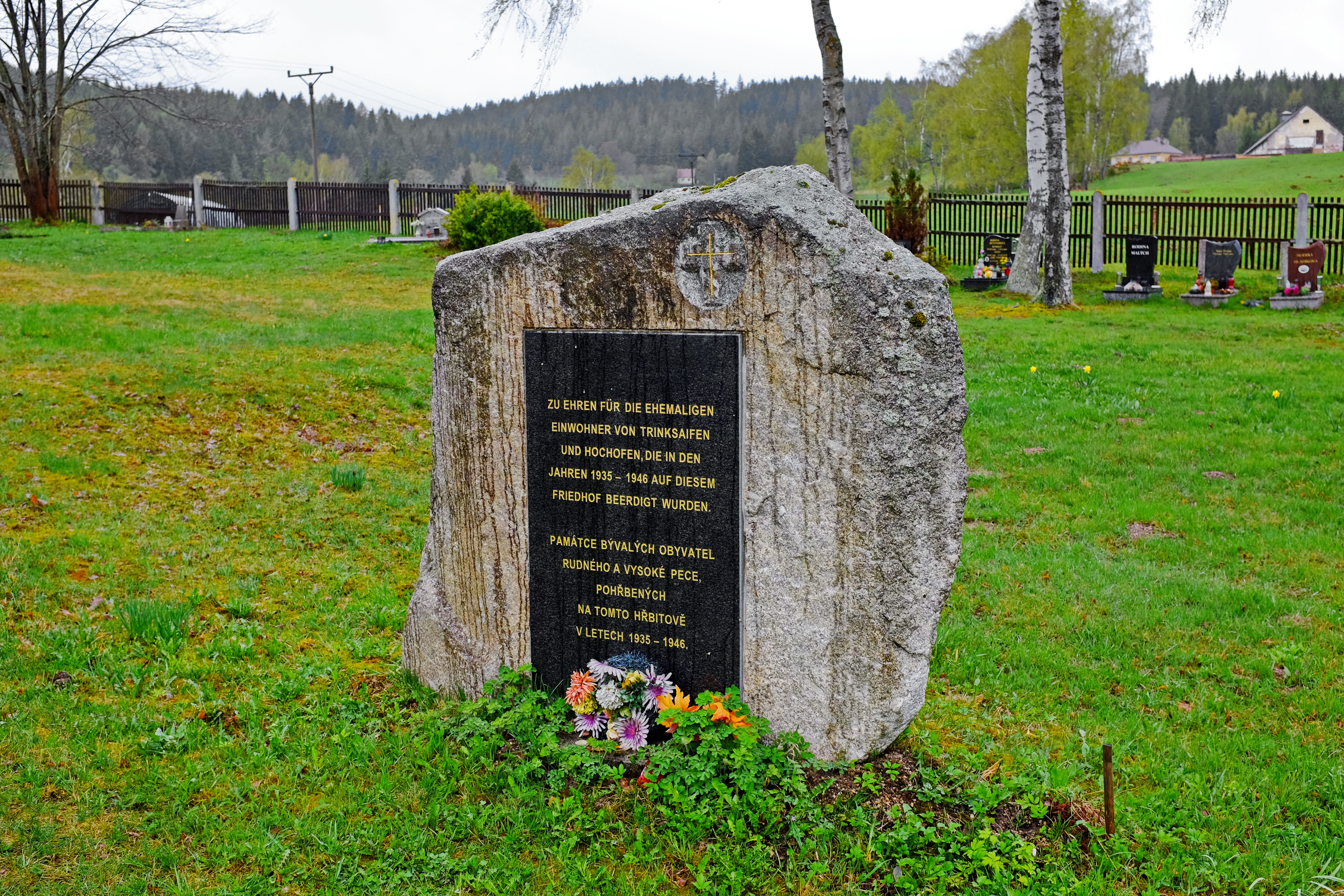
Gedenkstein

### Außen
Die einschiffige Barockkirche mit einem dreiseitig geschlossenen Presbyterium, das von einem Satteldach und einem Walmdach über dem Ende bedeckt ist, war ursprünglich mit einem polygonalen Glockenturm mit Zwiebelkuppel abgeschlossen. An der Südseite des Presbyteriums befindet sich eine rechteckige Sakristei mit einer abfallenden Ecke. Vor der Westhauptfassade befindet sich ein prismatischer Turm, der von einem schmalen, hohen Pyramidendach bedeckt ist. Die schlichten Außenmauern sind im Kirchenschiff von vier Paaren breiter rechteckiger Fenster mit halbkreisförmig eingezogenen Bögen unterbrochen. Im Presbyterium gibt es drei identische Fenster. Der Eingang zur Kirche erfolgt über ein rechteckiges Portal an der Südseite des Turms.

### Innen
Das Innere der Kirche besitzt eine flache Decke. Der Chor wird mit einem hölzernen Geländer abgeschlossen. Der neuromanische Hochaltar wird von zwei gegenüberliegenden Rokoko-Seitenaltären flankiert. Die Rokokokanzel ist mit reichen figürlichen Reliefs und Evangelienstatuen verziert. Im Presbyterium befindet sich ein barockes Gemälde aus der zweiten Hälfte des 17. Jahrhunderts, das die hl. Elisabeth darstellt.

## Umgebung
Zur Kirche gehört ein Friedhof, auf dem noch vereinzelt deutsche Grabsteine stehen. Ein erster Begräbnisplatz entstand möglicherweise in Zusammenhang mit der großen Hungersnot und Pestepidemie in den Jahren 1771 bis 1772, die im Pfarrsprengel Neudek ca. 600 Menschen zum Opfer fielen und in den Filialen Neuhammer, Trinksaifen und Hirschenstand einen eigenen Friedhof erforderte. Aus Platzmangel vergrub man die ungemeldeten Toten auch hinter den eigenen Häusern.